# ریکی (فیلم ۲۰۲۵)
ریکی (به انگلیسی: Ricky) یک فیلم درام آمریکایی محصول سال ۲۰۲۵ به کارگردانی و تهیه‌کنندگی رشاد فرت (در اولین کارگردانی‌اش)، بر اساس فیلمنامه‌ای از فرت و لین کو آیونگ ساخته شده است. استفان جیمز، شریل لی رالف، تیتوس ولیور، مالیک جانسون، ایمانی لوئیس، سیمبی کالی و آندره وارد هاموند در این فیلم ایفای نقش می‌کنند.

## خلاصه داستان
پس از زندانی شدن در سال‌های نوجوانی، ریکی که اکنون بالغ شده است، چالش‌های زندگی پس از حبس را بررسی می‌کند.

## ساخت
در ژانویه ۲۰۲۳، اعلام شد که رشاد فرت نسخه بلندی از فیلم کوتاه خود به همین نام را کارگردانی خواهد کرد. فیلمنامه برای آزمایشگاه فیلمنامه‌نویسی مؤسسه ساندنس در سال ۲۰۲۳ انتخاب شد.

## انتشار
این فیلم اولین نمایش جهانی خود را در جشنواره فیلم ساندنس ۲۰۲۵ در ۲۴ ژانویه ۲۰۲۵ داشت.

## بازخوردها
- در وب‌سایت جمع‌آوری نقد راتن تومیتوز از رای ۲۷ نقد منتقد، با میانگین امتیاز ۷٫۳ از ۱۰ مثبت است.
- در متاکریتیک که از میانگین وزنی استفاده می‌کند، بر اساس رای ۸ نقد منتقد، امتیاز ۸۰ از ۱۰۰ را به فیلم اختصاص داده است که نشان دهنده نقدهای «به طور کلی مطلوب» است.